# اوصانلو
اُصانْلو یا اُصالو یا اوسالو  یا اوصالو  یا اسانلو یا آسانلو از ایلات افشار بودند که بعدها از آن جدا می‌شوند.آنان از قرن ۷ در ایران به سر می‌برند و در قسمت‌های مختلف این کشور پراکنده‌اند.مدتی حکوکت گاورود و مدتی نیز حاکم ارومیه بودند.